# Acacia caroleae
Acacia caroleae — вид квіткових рослин з родини бобових. Ареал: Австралія (пн.-цн. Новий Південний Уельс, пд.-сх. Квінсленд).

## Екологія
Зустрічається на пагорбах і рівнинах, що ростуть на піщаних і алювіальних ґрунтах. Зазвичай зустрічається в порушених районах і як частина відкритих евкаліптових лісів або лісових угруповань, у яких часто панують види Callitris.

## Біоморфологічна характеристика
Це кущ або дерево зазвичай до 7 метрів заввишки й має багато гілок, які ростуть більш-менш паралельно основному стеблу. Кора темно-сірого кольору, гофрована і поздовжньо тріщиниста. Голі та кутасті гілочки мають рожевий або тьмяно-пурпурно-червоний колір і можуть бути покриті гранулами та часто смолистими. Вічнозелені, синьо-сіро-зелені, голі філодії плоскі та мають лінійну форму від прямої до неглибоко вигнутої, 5–21 см × 1.5–6.5 мм і мають непомітну паралельну середню жилку. Квітне в серпні, утворюючи золотисті квіти. Гроноподібні суцвіття із золотистими квітками. Після цвітіння утворюються зморшкуваті та голі плоди від 6 до 8 см завдовжки, підняті над насінням з поздовжньо розташованими насінням усередині. Насіння від темно-коричневого до чорного кольору має довгасто-еліптичну форму і довжину від 4 до 4.5 мм.

## Культивування
Він комерційно доступний для вирощування у формі насіння, а проростання можна підвищити шляхом обробки димом, відомо, що він холодостійкий і посухостійкий вид.